# Gottfried Fankhauser

Gottfried Fankhauser

Gottfried Fankhauser (* 21. November 1870 in Trub; † 23. März 1962 in Bern) war Sonntagsschulpädagoge, Schriftsteller und Präsident der Evangelischen Gesellschaft des Kantons Bern.

## Leben
Gottfried Fankhauser absolvierte in Bern die Ausbildung zum Lehrer. Danach wurde er Dozent am Evangelischen Lehrerseminar in Schiers und heiratete 1898 Maria-Louise Seeberger, mit der er neun Kinder hatte.
1900 wurde Fankhauser Mitarbeiter der Evangelischen Gesellschaft, wirkte zunächst in Konolfingen und ab 1907 in Bern und wurde 1933 Präsident der Gesellschaft. Er betreute die deutschsprachigen bernischen Sonntagsschulen und gab Zeitschriften für Kinder und Sonntagsschullehrer heraus. 1921 bis 1938 war er Direktor des Lehrerseminars Muristalden (Campus Muristalden). Er wurde teilweise der Nachfolger von Franz Eugen Schlachter als Redaktor der Brosamen von des Herrn Tisch und verfasste auch den Nachruf für Schlachter in dessen Studienzeitschrift Der Schriftforscher.

## Schriften
- Die biblische Geschichte in Sonntagsschule und Religionsstunde. Eine Wegleitung für den Unterricht mit vielen Lehrbeispielen. Basel 1905.
- Sieben Gleichnisse des Herrn, Kindern erzählt. Basel 1909.
- Knüppel und Knorren. 1910 (Betrachtungen, unter dem Pseudonym Christoffel Truber).
- D’Gschicht vom Wiehnachtschind. Basel 1912.
- Sonntagsbrot. Gedanken aus der Bibel fürs Leben. Basel 1913.
- Christ, der Retter. Geschichten aus dem Leben Jesu, kleinen und grossen Kindern erzählt. Basel 1915.
- Kriegsbrot. Sieben Kriegsbetrachtungen. Basel 1915.
- Nicht vergeblich! Ein Wort der Ermunterung für Sonntagsschullehrer und solche, die es werden sollen. Basel 1917.
- Wie einer Gott erfuhr. Eine alte Geschichte jungen Christen erzählt. Basel 1917.
- Dein Gott ist mein Gott. Eine Geschichte für Konfirmandinnen und andere junge Christenleute. Basel 1918.
- Eindrücklicher Religionsunterricht. Basel 1921.
- Am Himmelbach. Erzählungen aus dem Emmental. Basel 1921.
- Von der wahren und falschen Geduld in der Erziehung. Basel 1921.
- Die Bedeutung der biblischen Geschichte für die religiöse Erziehung. Basel 1927.
- Geschichten der Heiligen Schrift für den Dienst an Kindern dargeboten. Basel 1929–1934.
- Das Christuskind. Die Jugendgeschichte Jesu. Basel 1930.
- Geheime Mächte in der Erziehung. Basel 1931.
- Der Himmel auf Rädern. Eine Erzählung. Basel 1934.
- Bolzen und Pfeile. Literarische Skizzen. Basel 1935.
- Wachsendes Volk. Eine Erzählung aus der Gegenwart. Basel 1939.
- Im Blick auf den Unsichtbaren. Aus dem Leben meiner heimgegangenen Frau Maria Luise Fankhauser, 1869–1941. Basel 1941.
- Der kleine Kalepin. Eine alte Geschichte neu erzählt. Basel 1942.
- In Gottes Mühle. Führungen in meinem Leben. Basel 1942.
- Der Richtungssinn der Entwicklung dargestellt an Aufsätzen und Zeichnungen des Schulalters. Zürich 1944.
- Der Wedelemacher. Eine Erzählung aus dem Emmental. Basel 1945.
- Bärndütschi Chinderandachte. Basel 1947.
- Das geheimnisvolle Album und andere Kurzgeschichten. Basel 1947.
- Zitröseli. 1948 (Gedichte).
- Vom Bach am Wege. Vier Erzählungen und eine Betrachtung. Basel 1961.
- Das Entwicklungsmodell der Spirale und die Jugendentwicklung. Bern 1962.